# Roger Bissière
Roger Bissière, né le 22 septembre 1886 à Villeréal (Lot-et-Garonne) et mort le 2 décembre 1964 à Boissièrette (commune de Marminiac dans le Lot), est un peintre français de la nouvelle École de Paris.
Il est l'aîné de la génération des artistes qui font apparaître dans les années 1950 la peinture non figurative.

## Biographie
Roger Bissière naît à Villeréal (Lot-et-Garonne) où son père, dans une tradition familiale remontant à 1816, est notaire. À partir de 1898 il est interne au lycée de Cahors. Son père achetant une charge d'huissier à la Banque de France et s'installant à Bordeaux en 1901, il y poursuit ses études au lycée Michel-Montaigne jusqu'en 1904. Ayant commencé à peindre en 1903, il préfère ne pas poursuivre des études de droit, et s'embarque en 1904 pour Alger où il travaille près d'un an auprès du peintre orientaliste Rochegrosse à l'École des beaux-arts. Rentré en 1905 il fréquente les cours de Paul Quinsac à l'École des Beaux-Arts de Bordeaux puis, brièvement, l'atelier de Gabriel Ferrier à l'École nationale supérieure des beaux-arts de Paris où il s'installe en 1910, au 13 rue des Quatre-Vents puis au 35 rue de Seine. Il expose alors pour la première fois au Salon des artistes français. Il séjourne en 1911 à Londres (où, vraisemblablement, il enseigne, avec son ami Jean-Raymond Guasco), puis à Rome, invité à la Villa Médicis par son ami Jean Dupas. À partir de 1912 et jusqu'en 1920 il écrit des articles (les premiers sous le pseudonyme de Cadoudal) sur la peinture dans plusieurs journaux, l'hebdomadaire parisien L'Opinion mais aussi Le Voltaire, Paris-Midi, L'Action quotidienne et Le Siècle. Pour la presse, il réalise aussi des dessins humoristiques.
Exempté dès 1907 puis en 1914, Roger Bissière se rend au front en juin 1914 avec la Croix-Rouge mais un accident d'automobile, près de Soissons, l'oblige à demeurer à l'arrière.

### Peintre de la nouvelle "École de Paris"
À partir de 1914 il participe à des manifestations collectives (Salon des indépendants, Salon d'automne, Salon des Tuileries et se lie dans les années suivantes avec André Lhote, Georges Braque, Juan Gris, André Flavory. Il se marie le 23 janvier 1919 avec Albertine Lucie Lotte. Il publie en 1920 la première monographie sur Braque, des préfaces (Zadkine) et des articles sur Seurat, Ingres et Corot dans la revue L'Esprit Nouveau créée par Le Corbusier et Ozenfant. Bissière présente en 1921 sa première exposition personnelle à la galerie Paul Rosenberg. En 1923 France Ranson lui demande d'être professeur de peinture et de croquis à l'académie Ranson (on compte alors parmi ses élèves Victor Jean Desmeures) où il ouvrira en 1934 un atelier de fresque que fréquenteront notamment Alexandre Garbell, Jean Le Moal, Marinette Mathieu et Alfred Manessier. Ayant fondé une association, Les Castors de Montsouris, avec ses amis Louis Latapie, Braque et Ozenfant, il fait construire au 41 square de Montsouris, avec l'aide d'Auguste Perret, une maison dont il conçoit les plans. En 1926 naît son fils Marc-Antoine qu'il surnomme « Loutre » et qui peindra sous le nom de Louttre puis Louttre.B. Entré sous contrat à la galerie Druet en 1923, il la quitte après une dernière exposition personnelle en 1928 puis séjourne un an à Boissièrette en 1932-1933.
Lors de l'Exposition internationale des Arts et Techniques de Paris, Bissière participe en 1937 à la décoration de différents pavillons dont celui des Chemins de fer, assisté par Bertholle, Jean Le Moal et Manessier, après avoir exposé avec eux pour la première manifestation à Lyon, l'année précédente, du groupe « Témoignage ». Il vend sa maison et quitte Paris en 1939 pour s'installer dans l'ancien presbytère qu'il a hérité de sa mère en 1902, à Boissièrette dans le Lot.
Bissière y cesse, pendant la guerre, de peindre, pratiquant durant la décennie suivante d'aventureuses activités, « la culture avortée de la lavande » (12 000 pieds) ; « l'élevage romantique du mouton confié à la garde d'une ancienne élève, Charlotte Henschel, rescapée du nazisme et de l'académie Ranson ; l'entreprise forestière avec un compagnon nommé Manessier ; l'élevage de la vache (17 têtes et pas une goutte de lait) ; la transformation d'une Alfa Romeo de course en gazogène ; les fours à charbon de bois ; le déboisage à la jeep... », écrit Walter Lewino.
Sur l'initiative en 1943 de Manessier, Bissière expose en 1944 à la Galerie de France de nouveaux pastels réalisés pendant l'hiver, aux côtés d'œuvres de Bertholle, Le Moal, Manessier, Singier, Louttre.B et Étienne Martin (préface de Gaston Diehl). Il compose l'année suivante des tentures avec des morceaux de tissus, chiffons ou rideaux, vieux vêtements ou chaussettes usagées, que coud et brode sa femme « Mousse », et en revient à la peinture. « Ma jeunesse a commencé à soixante ans », confiera-t-il plus tard. Sur les conseils de Marcel Arland, Gildo Caputo, Le Moal et Manessier, la galerie René Drouin expose en 1947 sept de ses tapisseries et trente de ses peintures. Opéré à Nantes en 1950 d'un double glaucome, Bissière réalise une série de petits tableaux à la peinture à l'œuf, dont quelques-uns autour de l'île de Ré où il passe sa convalescence. Ses Images sans titre, peintes sur les supports les plus divers, sont présentées en 1951 par Jean-Francois Jaeger à la galerie Jeanne Bucher qui par la suite exposera régulièrement son travail.
En 1952, Roger Bissière reçoit le Grand Prix national des Arts. Il en revient à la peinture à l'huile en 1954 et illustre le Cantique à notre frère Soleil de saint François d'Assise, gravé par Marcel Fiorini. En 1955, Bissière est invité à la IIe Biennale de São Paulo et expose à la Dokumenta I de Cassel.

### Les vitraux
Il réalise en 1958 des vitraux pour les églises de Develier et Cornol en Suisse, tandis qu'une exposition rétrospective itinérante lui est consacrée dans des musées allemands et hollandais, et crée en 1960 les maquettes de deux verrières pour la cathédrale de Metz,.
Les deux verrières opposées (tympan nord et tympan sud) de la cathédrale Saint-Étienne de Metz réalisées par Roger Bissière complètent merveilleusement les espaces intermédiaires laissées par les autres chefs-d'œuvre de cette « lanterne du Bon Dieu » (appellation donnée à la cathédrale de Metz) qui compte pas moins de 6 500 m2 de surfaces vitrées.
Grâce à cet artiste, les deux baies vitrées vont devenir en quelque sorte source et sommet de toute l'architecture de lumière de cette cathédrale. En effet, les verrières de Roger Bissière rappellent les débuts de la création et notamment ce 4e jour selon la Bible où apparaissent les deux luminaires au firmament des cieux pour séparer le jour et la nuit (Le Soleil et la Lune) (Gn 1, 14-19)
Bissière meurt en 1964, après l'exposition des petits panneaux du Journal en images 1962-1964 qu'il peint après la disparition de Mousse, sa femme, en 1962 et la présentation de ses toiles au pavillon français de la Biennale de Venise, où il reçoit une mention spéciale d'honneur, qui ne sera plus attribuée par la suite, « en raison de l'importance historique et artistique de son œuvre. ». Il est enterré avec sa femme à Boissiérette près de son atelier.
Camille Liausu (1894-1975) réalisa son portrait (collection G.S. - Gerald Schurr ? en 1979).

## Rétrospectives
Des rétrospectives de l'œuvre de Bissière ont été organisées, notamment en France, à Paris et en province, en Allemagne et aux Pays-Bas. Ses œuvres sont présentes dans un très grand nombre des plus grands musées français et européens.
Il fait partie des peintres réunis pour l'exposition « L'envolée lyrique, Paris 1945-1956 », présentée au musée du Luxembourg (Sénat), d'avril à août 2006 (Grande composition, 1947 ; Sans titre, 1955 ; Paysage mexicain du Musée national d'histoire et d'art du Luxembourg ; Vert et blanc [Composition 232], 1955).
En 2014, pour le cinquantenaire de sa disparition, le musée de Lodève a organisé, en partenariat avec le musée des beaux-arts de Bordeaux, une exposition centrée sur la place donnée par l'artiste à la figure.

## Hommages
En hommage à  Bissière, un timbre reproduisant l'une de ses œuvres, Jaune et gris, est émis par les Postes françaises en 1990 (valeur : 5 F).
Une rue Roger-Bissière lui est dédiée dans le 20e arrondissement de Paris.

## Quelques œuvres
- Nu au hamac, huile sur bois, 1926, musée des beaux-arts de Bordeaux[21]
- Deux nus, huile sur toile 1927-1928, musée des beaux-arts de Bordeaux[22]
- Le chevrier, tapisserie, 1945-1946, collection François de La Baume
- Jeune femme au tricot, huile sur toile 1946, musée des beaux-arts de Bordeaux[23]
- Jaune et gris, peinture à l’œuf sur papier marouflé sur toile, 1950, Centre national d’art et de culture Georges-Pompidou
- Composition 109 (fond brun, jaune, rouge, drapeau), huile sur toile de coton, 1952, musé des beaux-arts de Bordeaux[24]
- Carré lune, huile sur canevas 1954, Joseph Cantor collection carré lune 1954
- Voyage au bout de la nuit, 1955, collection particulière
- Soleil levant, 1960, collection particulière
- deux verrières situées respectivement dans les tympans nord et sud de la cathédrale Saint-Étienne de Metz, juillet et août 1960
- Blanche aurore, huile sur toile, 1961, 100 × 50 cm, musée des beaux-arts de Dijon, Dijon[25]
- Silence du crépuscule, 1964, collection particulière
- 8 juin 1963 (journal en image), 1963, collection particulière
- 20 août 1963 (journal en image), 1963, collection particulière

## Citations

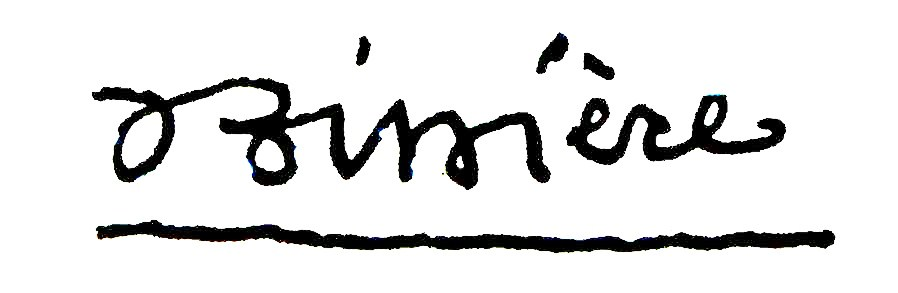
Signature de Bissière.

« Dix ans de solitude et de silence c'est long.
Pendant dix ans je n'ai eu pour confidents que moi-même et quelques vaches paisibles que je menais paître le long des prés et des bois, sous le soleil et les nuages. […]
J'ai oublié bien des choses inutiles. J'en ai appris d'essentiellese.
Peut-être ai-je appris à regarder en moi-même.
Les bêtes, les arbres, le vent et le soleil, ce qu'aima tant le petit frère d'Assise, tout cela a pris pour moi un sens nouveau, son sens véritable.
Un sens profond, dense et lourd.
Je me suis senti saturé d'un monde d'images et de couleurs dont il fallait absolument s'alléger. […]
Et si quelques-uns, ayant regardé s'attardent et sentent sourdre quelque sympathie pour l'homme que je suis, j'aurai gagné.
Si j'ai perdu et si nul ne me tend la main, je remettrai les miennes dans mes poches, plus profondément. »
« J'ai dû bien mal m'exprimer puisque vous avez conclu que je tenais à être un peintre abstrait. Or je n'ai cessé de répéter que j'étais non figuratif, je me refusais absolument à être abstrait. Pour moi un tableau n'est valable que s'il a une valeur humaine, s'il suggère quelque chose, et s'il reflète le monde dans lequel je vis. Le paysage qui m'entoure, le ciel sous lequel j'évolue, la lumière du soir ou du matin. Tout cela je ne cherche pas à l'imiter, mais inconsciemment je le transpose et le rétablis dans tout ce que je fais. […] Pour moi un tableau abstrait est un tableau raté, toute vie en est absente, c'est comme ceux qui empaillent le monde. »

## Éléments de bibliographie
: source utilisée pour la rédaction de cet article

### Monographies
- Max-Pol Fouchet, Bissière, Le Musée de Poche, Paris, Georges Fall éditeur, 1955
- Bissière, Journal en images, introduction de François Mathey, Paris, Éditions Hermann, 1964
- Daniel Abadie, Bissière, Neuchâtel, Éditions Ides et Calendes, 1986  (ISBN 2825800171)
- Bissière, Saisons (21 dessins), introduction de Robert Marteau, Paris, Porte du Sud, 1987
- Bissière, T'en fais pas la Marie, Écrits sur la peinture 1945-1964, textes réunis et présentés par Baptiste-Marrey, Cognac, Le temps qu'il fait, 1994
- Bissière, textes de Serge Lemoine, Walter Lewino et Jean-François Jaeger, Neuchâtel, Éditions Ides et Calendes, 2000  (ISBN 2825801771)
- Bissière, catalogue raisonné (2 912 œuvres recensées et authentifiées), par Isabelle Bissière, Virginie Duval et Serge Lemoine ; tome 1, travaux de 1910 à 1939 ; tome 2, travaux de 1943 à 1964 ; tome 3, textes et documents ; Neuchâtel, Éditions Ides et Calendes, 2001  (ISBN 2825801550)
- Max-Pol Fouchet, Bissière, éditions Marguerite Waknine, 2013
- Christian Schmitt, Les vitraux de Roger Bissière, Cathédrale Saint-Étienne de Metz, Avant-propos de Jean-François Jaeger, président de la galerie Jeanne-Bucher-Jaeger, éditions des Paraiges, 2016[28]

### Catalogues
- Bissière , avant-propos de Gilberte Martin-Méry et préface de Max-Pol Fouchet, Bordeaux, 1965
- Bissière, préfaces de Gaëtan Picon et François Mathey, textes notamment d'Alexandre Vialatte, Max-Pol Fouchet, Jean Cassou, Jacques Lassaigne, Jean-François Jaeger, Paris, musée des arts décoratifs, 1966
- Roger Bissière, 1886-1964, introduction de Guy Weelen, préface de Patrick Le Nouëne, Paris, Musée d'art moderne de la ville de Paris, 1986 ; musées des beaux-arts de Dijon et de Calais, 1987
- Bissière, Cajarc, Maison des Arts Georges Pompidou, 1990
- Bissière 1947, musée de l'Abbaye Sainte-Croix, Les Sables-d'Olonne, 1997
- Bissière, « Le rêve d'un sauvage qui aurait tout appris », musée Picasso d'Antibes, château Grimaldi, 1999
- Bissière, « Pense à la peinture », Colmar, musée Unterlinden, 2004
- Gravures et lithographie : Bissière, Musée des Beaux-Arts d'Agen, 2008
- Montparnasse années 30 - Bissière, Le Moal, Manessier, Étienne-Martin, Stahly… Éclosions à l’Académie Ranson, Rambouillet, Palais du roi de Rome, Éditions Snoeck, 2010  (ISBN 978-90-5349-796-8)
- Bissière, Textes de Robert Fleck et Bernard Ceysson, Ceysson éditions d'Art, 2010
- Abstraction 50, l'explosion des libertés, Ville de Rueil-Malmaison, 9 décembre 2011 - 19 mars 2012, Éditions du Valhermeil, 2011
- Bissière, figure à part, catalogue de l'exposition du musée de Lodève, 5 juillet - 2 novembre 2014, Musée des beaux-arts de Bordeaux, 18 décembre - 15 février 2015, Editions Fage, 2014.

### Ouvrages généraux
- Lydia Harambourg, article « Roger Bissière », dans L'École de Paris 1945-1965. Dictionnaire des peintres, Neuchâtel, Ides et Calendes, 1993  (ISBN 2825800481)